# Prospect Park (Minneapolis)
Prospect Park é um bairro histórico da cidade de Minneapolis, Minnesota, EUA perto da Universidade de Minnesota, limita-se com o Rio Mississippi ao sul, a cidade de Saint Paul ao leste, e a área comercial de Stadium Village ao oeste.